# Martin Gantenbein
Martin Gantenbein (* 17. Mai 1959 in Grabs/SG) ist ein Schweizer Musiker und Komponist.

## Leben und Wirken
Martin Gantenbein studierte Germanistik, Literaturkritik und Publizistikwissenschaft an der Universität Basel und der Universität Zürich.
Seit 1974 arbeitet er als Schlagzeuger und Komponist in experimentellen Rockformationen und freien Improvisationsgruppen mit Auftritten im In- und Ausland und diversen CD-Veröffentlichungen, beispielsweise:
- Allez les Cactus, Popfood, Out of Order Orchestra, Erbsline, Affront perdu, Frank & Frei, Schlieremer Chind, Heilige Bimbam, No Secrets in the Family[1].

Seit 1994 komponiert und realisiert er Bühnenmusik für das Schauspiel (Auswahl 2015–2020):
- 2020 Der starke Stamm – Volksstück von Marieluise Fleißer, Residenztheater München (Regie: Julia Hölscher) / 2019 Nur Tote singen schöner – Ein Krimi-Taschenmusical, Vorstadttheater Basel (Regie: Matthias Grupp) / 2018 Eine Lust war in mir umzufallen – Schwärmerische Beizentour mit Texten von Robert Walser, eingerichtet von Mario Fuchs und Martin Gantenbein, Theater Basel unterwegs / Amphitryon von Heinrich von Kleist nach Molière, Theater Basel (Regie: Julia Hölscher) / 2017 Island. Als Freunde sind wir erbarmungslos von Gornaya, Stadttheater Bern (Regie: Lorenz Nufer) / 2017 Mittagswende. Die Stunde der Spurlosen von Anja Hilling nach Paul Claudel, Theater Basel (Regie: Julia Hölscher) / 2016 Herr Macbeth oder die Schule des Bösen von Ueli Blum frei nach William Shakespeare, Vorstadttheater Basel (Regie: Matthias Grupp) / 2015 Der Zauberberg – Schauspiel nach dem Roman von Thomas Mann, Theater Basel (Regie: Thom Luz)

Seit 1995 entwickelt er Soundtracks und Klangkonzeptionen für Tanz-Produktionen, Hörspiele, Filme, Lesungen und Gesamtinstallationen (Auswahl):
- für den Tanz 2013 XPATS Rule the World, Tanzhaus Zürich (Choreografie: Salome Schneebeli, Buz) / 2008 Terra Incognita, Zentrum Paul Klee Bern (Konzeption: Salome Schneebeli) // Villa Incognito, Theaterhaus Gessnerallee Zürich (Choreografie: Salome Schneebeli) / 2004 Japanese Cowboys – The true Story of Billy the Kid and Pat Garrett, Zürcher Theater Spektakel (Choreografie: Salome Schneebeli) / 2003 Sturz nach dem Roman Die Frau in den Dünen von Kobo Abe, Tanzhaus Zürich (Choreografie: Fumi Matsuda)
- für das Hörspiel 2020 Die Engelseherinnen oder Diese plötzliche Lust, Annoncen zu schalten von Joël László, Mario Fuchs, Martin Gantenbein, SRF Kultur / 2009 Das Heidenloch – Pfälzisches Schauerspiel von Eberhard Reuß nach dem gleichnamigen Roman von Martin Schemm, Südwestrundfunk Baden-Baden (Regie: Iris Drögekamp) / 2008 Mut für drei von Bart Moeyaert, Südwestrundfunk Baden-Baden (Regie: Iris Drögekamp) / 2007 Das Schwein kam mit der Post von Jörg Juretzka, Südwestrundfunk Baden-Baden (Regie: Iris Drögekamp) / 2003 Die Mission, Radio DRS (Regie: Hannes Glarner) / 2001 Bambifikation – Plastikmenschen schauen dich an, DeutschlandRadio Berlin (Regie: Martin Gantenbein, Niklaus Helbling, Katrin Moll)
- für den Film 2020 Revue 2020: Zurück ist die Zukunft – ein filmisches Essay in 7 Kapiteln, Zürcher Festspiele (Regie: Antje Schupp) / 2016 Polder (Regie: Julian M. Grünthal, Samuel Schwarz) / 2006 uno–duo, hülle–fülle, devant–avant, plug–play – 4 Clips pour «Aufnahmen» (Choreografie, Regie: Nicole Seiler), SF DRS 1 / 2004 Die Galerie des Boris Sikora (Animation: Carmen Diehl), Videoex Zürich

Er ist mit dem Regisseur Niklaus Helbling und dem Medientechnologen Walter Stulzer Gründer und war von 1996 bis 2012 musikalischer Leiter, Musiker, Darsteller und Produktionsleiter der interdisziplinären Theater- und Künstlergruppe Mass & Fieber.
Daneben lehrt(e) er als Gastdozent an der Zürcher Hochschule der Künste (ZHdK), Departement Darstellende Künste und Film, und an der Hochschule Luzern, Design & Kunst.

## Einzelwerke
- Paris – 23.08.2008 – 18x21", Videokurzfilm, Veröffentlichung: 23. August 2018, Vermittlung: www.videoart.ch
- Flecken – Sonatine für Orgel nach einer Zeichnung von Victor Hugo, Uraufführung: 4. Mai 2018
- Nachts im Hotelzimmer – für gemischten Chor und mechanische Metronome, Uraufführung: 19. Januar 2017

## Veröffentlichungen (Auswahl)
- 2021 Peter Bäder/B.ildwerk: CuBuGo (Computerspiel)
- 2013 Sauerländer Audio: Das Schwein kam mit der Post (Hörbuch), CD
- 2011 Peter Bäder/B.ildwerk: SpeedyMaus (Computerspiel)
- 2009 SWR Baden-Baden: Mut für drei (Hörbuch), CD
- 2004 Radio DRS: Karlsson vom Dach, CD // Radio DRS: Karlsson fliegt wieder, CD
- 2001 Krazy Kat: Die Liebe im Zeichen des Pflastersteins, CD / Schlieremer Chind: Aazelle Bölle schelle, CD/MC
- 1999 Heilige Bimbam: Entweder, CD
- 1998 Schlieremer Chind: Sunne, Mond und Stärne, CD/MC
- 1997 Affront perdu: Fin de siècle, CD / Erbsline: Das Boot, CD
- 1995 Luigi Archetti: Adrenalin, CD / Schlieremer Chind: de Tarzan cha nöd singe, CD/MC
- 1994 Urs Blöchlinger: Just the one, CD / Frank & Frei: Kill your Darlings, CD // No Secrets in the Family: Henry Chard, CD
- 1992 Schlieremer Chind: Tra tra trallalla, CD/MC // No Secrets in the Family: Kleinzeit, CD (inspiriert durch R. Hobans Roman Kleinzeit)
- 1991 No Secrets in the Family: In a certain light we all appear green, CD
- 1989 No Secrets in the Family: Play & strange laughter, LP/CD